# Sickening Gore
Sickening Gore war eine schweizerische Death-Metal-Band aus Zürich, die im Jahr 1991 unter dem Namen Reactor gegründet wurde und sich ca. 1993 wieder auflöste.

## Geschichte
Die Band wurde im Jahr 1991 unter dem Namen Reactor gegründet. Nach der Veröffentlichung eines Demos und mehreren Besetzungswechseln benannte sie sich 1992 in Sickening Gore um, da es schon eine gleichnamige Band aus Augsburg gab. 1993 erreichte die Band einen Vertrag bei Massacre Records und bestand hierbei aus dem Gitarristen und Sänger Matt Burr, dem Gitarristen Alex Burr, dem Bassisten Danny Büsch und dem Schlagzeuger Chris Huwiler. Zur Weihnachtszeit desselben Jahres folgte das Debütalbum Destructive Reality, ehe sich die Band wieder auflöste.

## Stil
Die Band spielte klassischen Death Metal im Stil von Bands wie Massacre, Morbid Angel und Grave, wobei auch Einflüsse aus dem Grindcore verarbeitet wurden. Die Musik ist außerdem mit der von Cannibal Corpse vergleichbar, jedoch wurden die Lieder von Sickening Gore abwechslungsreicher gestaltet. Die Branchenzeitschrift MusikWoche attestierte den Musikern zwar „grundsolide“ Fertigkeiten, sprach dem „ermüdenden Dauergeknüppel“ jedoch höhere Qualitäten ab.

## Diskografie
als Reactor
- 1991: The Tribunal Above (Demo, Eigenveröffentlichung)

als Sickening Gore
- 1993: Destructive Reality (Album, Massacre Records)